# Hörzu
Hörzu är en tysk TV-tidning som kommer ut varje vecka, utgiven av Axel Springer AG. Upplagan är 1,5 miljoner exemplar.[när?][källa behövs]
Hörzu var från början en radiotidning, och kom ut första gången den 11 december 1946 som HÖR ZU! Die Rundfunkzeitung ("Lyssna! Radiotidningen"). Tidningen blev snabbt populär och med tiden flyttades fokus allt mer från radio till TV.
Sedan 1965 delar tidningen ut det årliga mediapriset Goldene Kamera.